# روشنی

سه فام رنگی در مدل رنگی مانسل. ارزش هر رنگ از بالا به پایین در مراحل ادراک مساوی متفاوت است. ستون سمت راست دچار تغییر چشمگیری در رنگ درک شده می‌شود.

روشنی (به انگلیسی: Lightness) یک درک بصری از درخشندگی {\displaystyle (L)} است، از یک شی غالباً نسبت به یک جسم مشابه روشن شده قضاوت می‌شود. در رنگ‌سنجی و مدل‌های آشکارسازی رنگ، روشنی پیش‌بینی چگونگی ظاهر یک رنگ دارای روشنایی برای یک بینندهٔ استاندارد است. در حالی که درخشندگی (luminance) یک اندازه‌گیری خطی نور است، روشنی یک پیش‌بینی خطی از درک انسان از آن نور است.
این به این دلیل است که درک روشنی در بینایی انسان نسبت به نور غیرخطی است. دوبرابر کردن مقدار نور منجر به دوبرابر شدن نور درک شده نمی‌شود، تنها یک افزایش اندک دارد.
نماد روشنی ادراکی معمولاً یا {\displaystyle J} است، همان‌طور که در CIECAM02 استفاده می‌شود یا {\displaystyle L^{*}} همان‌طور که در CIELAB و CIELUV استفاده می‌شود. {\displaystyle L^{*}} ("L" ستاره‌دار) نباید با {\displaystyle L} اشتباه گرفته شود که برای روشنایی استفاده می‌شود. در برخی از سیستم‌های سفارش رنگ مانند مانسل، روشنی Lightness به عنوان ارزش رنگ (value) ارجاع داده می‌شود.
سایه‌روشن و Tenebrism هر دو از تضادهای ارزشی دراماتیک برای افزایش نمایش در هنر بهره می‌برند. هنرمندان همچنین ممکن است از سایه زدن، یعنی دستکاری ظریف ارزش رنگ استفاده کنند.